# Ottaviano d'Egidio
Padre Ottaviano d'Egidio CP (Magliano Romano, 14 de agosto de 1941) é presbítero italiano da Igreja Católica Romana, filiado à Congregação da Paixão de Jesus Cristo. Foi superior geral de sua congregação de 2000 a 2012.

## Biografia
Ele juntou aos Passionistas aos onze anos de idade. Fez sua profissão religiosa em Monte Argentario, no retiro ali fundado por São Paulo da Cruz, em 17 de outubro de 1957. Em 3 de abril de 1965, foi ordenado presbítero em Roma, na Basílica de São João de Latrão pelo Monsenhor Giovanni Canestri.
Depois de obter a licenciatura em Teologia na Pontifícia Universidade Lateranense, ele se graduou em Arquitetura em Florença. Como arquiteto, assinou diversos projetos, incluindo o Santuário de São Paulo da Cruz, erguido em Ovada, terra natal do dito santo. Também é de sua autoria o projeto da capela do Bem-Aventurado Grimoaldo Santamaria na Abadia dos Passionistas em Ceccano. Também desenhou a igreja de Santa Maria Goretti em Alghero, da comunidade local dos passionistas (2006).
Foi ecônomo provincial de 1975 a 1981, e, a partir do ano seguinte, superior provincial da Província Passionista do Centro-Oeste da Itália. Ele foi então eleito conselheiro geral da congregação para o período de 1982 a 1988. Em 1989, foi nomeado ecônomo geral da congregação, até sua reeleição, depois de três anos, a superior provincial.
Ele foi eleito superior geral dos Passionistas em outubro de 2000, reconfirmado em 2006 até setembro de 2012.